# Acta Universitatis Lodziensis. Folia Archaeologica
Acta Universitatis Lodziensis. Folia Archaeologica – czasopismo naukowe, wydawane przez Wydawnictwo Uniwersytetu Łódzkiego oraz Instytut Archeologii Uniwersytetu Łódzkiego, publikujące wyniki badań archeologicznych prowadzonych przede wszystkim w Polsce i Europie Środkowej.

## O czasopiśmie
Czasopismo Folia Archaeologica od 1976 roku wychodziło pod nazwą Acta Universitatis Lodziensis. Zeszyty Naukowe Uniwersytetu Łódzkiego. Nauki Humanistyczno–Społeczne. Folia Archaeologica. Od 1980 ukazuje się pod obecnym tytułem. Artykuły publikowane w periodyku dotyczą zarówno wyników badań wykopaliskowych, jak i studiów dotyczących kultury materialnej, a także rozważań na temat metod badawczych i metodologii. Zakres chronologiczny obejmuje wszystkie epoki, które znajdują się w kręgu zainteresowań archeologów – od początków kultury do dziś.
Recenzja tekstów prowadzona jest zgodnie z modelem double blind review. Każdy artykuł sprawdzany jest przez przynajmniej dwóch recenzentów. Czasopismo jest członkiem Committee on Publication Ethics (COPE) i ściśle przestrzega zasad tej organizacji. Wszystkie artykuły dostępne są w Otwartym Dostępie (Open Access) na licencji CC BY-NC-ND.

## Redakcja
- dr. hab. Anna Marciniak-Kajzer prof. UŁ, red. naczelna
- dr Jolanta Dybała, sekretarz redakcji
- prof. dr hab. Lucyna Domańska
- dr hab. Radosław Janiak, prof. UŁ
- dr hab. Marek Olędzki, prof. UŁ
- dr hab. Janusz Pietrzak, prof. UŁ
- dr hab. Jan Schuster, prof. UŁ
- dr hab. Piotr Strzyż, prof. UŁ

## Rada Programowa
- prof. Eduard Droberjar (Katedra Archeologie, Univerzita Hradec Králové, Czechy)
- prof. Ole Grøn (Norwegian Maritime Museum, Oslo, Norway)
- dr. hab. Małgorzata Grupa (Instytut Archeologii Uniwersytetu Mikołaja Kopernika)
- prof. dr hab. Sławomir Kadrow (Instytut Archeologii i Etnologii Polskiej Akademii Nauk)
- dr hab. Seweryn Rzepecki prof. UŁ (Uniwersytet Łódzki)
- prof. Lee Yung-jo (Institute of Korean Prehistory, Cheongju City, Korea Południowa)

## Bazy
- Bibliographic Database of Polish Academic Journals from Humanities and Humanistic Social Studies (BazHum)
- Bielefeld Academic Search Engine (BASE)
- Central and Eastern European Online Library (CEEOL)
- CEJSH
- Dimensions
- Directory of Open Access Journals (DOAJ)
- Directory of Open Access Scholarly Resources (ROAD)
- Directory of Research Journal Indexing (DRJI)
- Elektronische Zeitschriftenbibliothek
- European Reference Index for the Humanities and the Social Sciences (ERIH PLUS)
- Google Scholar Bibliographic Database
- Index Copernicus Journals Master List (IC)
- Information Matrix for the Analysis of Journals (MIAR)
- JURN
- Network of Library Content and Services (WorldCat)
- PBN
- Polish Scientific and Professional Electronic Journals (ARIANTA)
- Public Knowledge Project (PKP Index)
- Publishers International Linking Association Inc. (Crossref)
- Scientific Communication Portal (INFONA)
- UlrichsWeb